# الجامعة الفيدرالية الجنوبية
الجامعة الفيدرالية الجنوبية (بالروسية: Южный федеральный университет) تُعرف اختصارا باسم SFedU (بالروسية: ЮФУ) والمعروفة سابقا باسم جامعة روستوف الحكومية (1957-2006)، هي جامعة عامة تقع في روستوف أوبلاست بروسيا، مع حرم جامعي في روستوف-نا-دونو وتاغانروغ.

## تاريخ
الجامعة الفيدرالية الجنوبية هي أكبر مؤسسة بحثية وتعليمية في روستوف أوبلاست. بدأت الجامعة العمل في روستوف-نا-دونو عام 1915 كجزء من الجامعة الإمبراطورية في وارسو التي تم إجلاء موظفيها الروس من بولندا مع بداية الحرب العالمية الأولى.
مع انهيار الإمبراطورية الروسية، سُميت الجامعة باسم «جامعة دونسكوي» بموجب مرسوم الحكومة الروسية المؤقتة في 5 مايو 1917.
عندما تأسست في عام 1915، كانت جامعة دونسكوي أول مؤسسة للتعليم العالي في روستوف-نا-دونو ولديها أربعة أقسام أكاديمية: التاريخ والفلسفة، الطب، والفيزياء والرياضيات، والقانون.
ما بين سنتي 1917 و1920، خلال الحرب الأهلية الروسية، كانت روستوف-نا-دونو تحت سيطرة قوات التحالف المناهض للسوفيتية. كان لدى العديد من الموظفين الذين لجأوا إلى جامعة دونسكوي في ذلك الوقت موقفًا قويًا ضد السوفييت. خلال سنوات الاضطراب في الحرب الأهلية كان الاسم الرسمي للجامعة هو جامعة بوغيفسكي دونسكوي التي سميت على اسم ميتروفان بوغافسكي (Mitrofan Bogaevsky)، مساعد أتامان أليكسي كالدين. بعد استيلاء الجيش الأحمر على روستوف-نا-دونو في يناير 1920، انتقلت السلطة من جامعة دونسكوي إلى الحكومة السوفييتية.
في عام 1925، تم تغيير اسم الجامعة إلى اسم (جامعة شمال القوقاز الحكومية) ليعكس وضعها كمركز تعليمي في شمال القوقاز.
سنة 1934 تمت تسمية الجامعة باسم جامعة روستوف-نا-دونو. ثم في سنة 1957، تم تغيير الاسم إلى جامعة روستوف الحكومية. وقد كان الاسم الأخير موجودًا حتى عام 2006. وفي نوفمبر 2006، تم دمج أكاديمية روستوف الحكومية للعمارة والفنون، وجامعة روستوف الحكومية التربوية، وجامعة تاغانروغ للهندسة الترددات الراديوية في اسم جامعة روستوف الحكومية لتشكيل كيان واحد اسمه الجامعة الفيدرالية الجنوبية.

## التصنيف
في عام 2017، صنفت مجلة تايمز للتعليم العالي الجامعة ضمن النطاق 801-1000 على مستوى العالم.